# شارلوت کاسلیک
شارلوت کاسلیک (انگلیسی: Charlotte Caslick؛ زادهٔ ۹ مارس ۱۹۹۵) بازیکن راگبی ۷ نفره اهل استرالیا بود.
وی در مسابقات کشوری و بین‌المللی در مجموع برندهٔ ۱ مدال طلا، ۱ مدال نقره شده‌است.